# 北条治時
北条 治時（ほうじょう はるとき）は、鎌倉時代末期の北条氏の一門。父は北条随時。得宗家の傍流・阿蘇家の4代当主。阿蘇 治時（あそ はるとき）ともいう。

## 生涯
父随時が28歳の時に鎮西で誕生。鎌倉幕府第14代執権で、得宗家の総領である北条高時の猶子となる。
元弘元年（1331年）9月、元弘の乱において、北条高時が畿内に派遣した討伐軍に参加した。赤坂城など京都周辺で後醍醐天皇に呼応した討幕軍と交戦。
元弘2年（1332年）9月、楠木正成ら反幕府勢力討伐のために再び上洛した。元弘3年/正慶2年（1333年）2月の上赤坂城の戦いでは、大将として出陣。若年であるため、軍奉行として御内人長崎高貞（長崎高資の弟）が補佐。苦戦の末に水源を絶ち、これを陥落させた。
続いて楠木正成の本拠地千早城を攻めたが（千早城の戦い）、楠木勢の頑強な抵抗に遭って落とせず、5月になって京都の六波羅探題が陥落したため、討伐軍は自壊する。治時と高貞は大仏貞宗・高直兄弟らとともに興福寺に篭り抗戦を続けた。
しかし、鎌倉陥落の報を聞き、6月5日に般若寺で出家して降伏するが、建武元年（1334年）7月9日に京都阿弥陀寺で高貞、貞宗、高直らとともに処刑された。享年17。
処刑の日の7月9日は『太平記』より参考にしたものであり、他の史料では3月21日（『梅松論』・『蓮花寺過去帳』）、4月（『保暦間記』）、5月（『系図』）など時期が一致しないものが多い。